# Крестецкий уезд
Кресте́цкий уезд — один из уездов Новгородской губернии. Уездный город — Крестцы.

## История

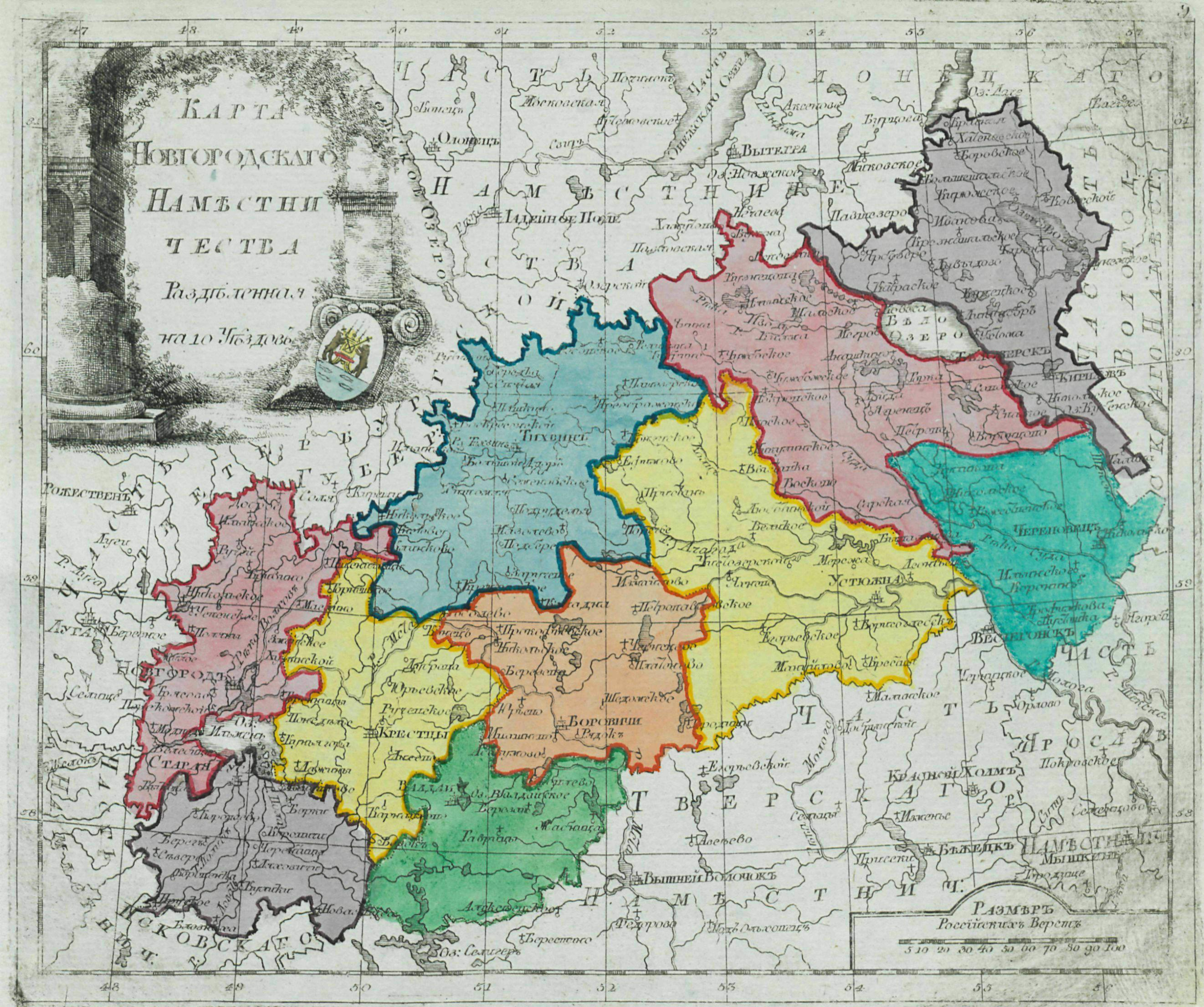
Крестецкий уезд, 1792 год

Образован в 1776 году, упразднён в 1796 году и восстановлен в 1802 году. В 1824 году часть волостей уезда была предана в состав вновь созданного Демянского уезда Новгородской губернии. 30 марта 1918 года некоторые волости Крестецкого уезда были переданы в состав новообразованного Маловишерского уезда. 2 мая 1922 года Крестецкий уезд был упразднён. В 1926 году вся территория Новгородской губернии вошла в состав Северо-Западной области.
В начале XX века уезд включал волости: Заозёрскую, Заручевскую, Зайцевскую, Каёвскую, Карпиногоскую, Китовскую, Красностанскую, Крестецкую, Лажинскую, Межниковскую, Папоротско-Островскую, Пожарскую, Рахинскую, Тимофеевскую, Устьволенскую.

## Административно-территориальное устройство

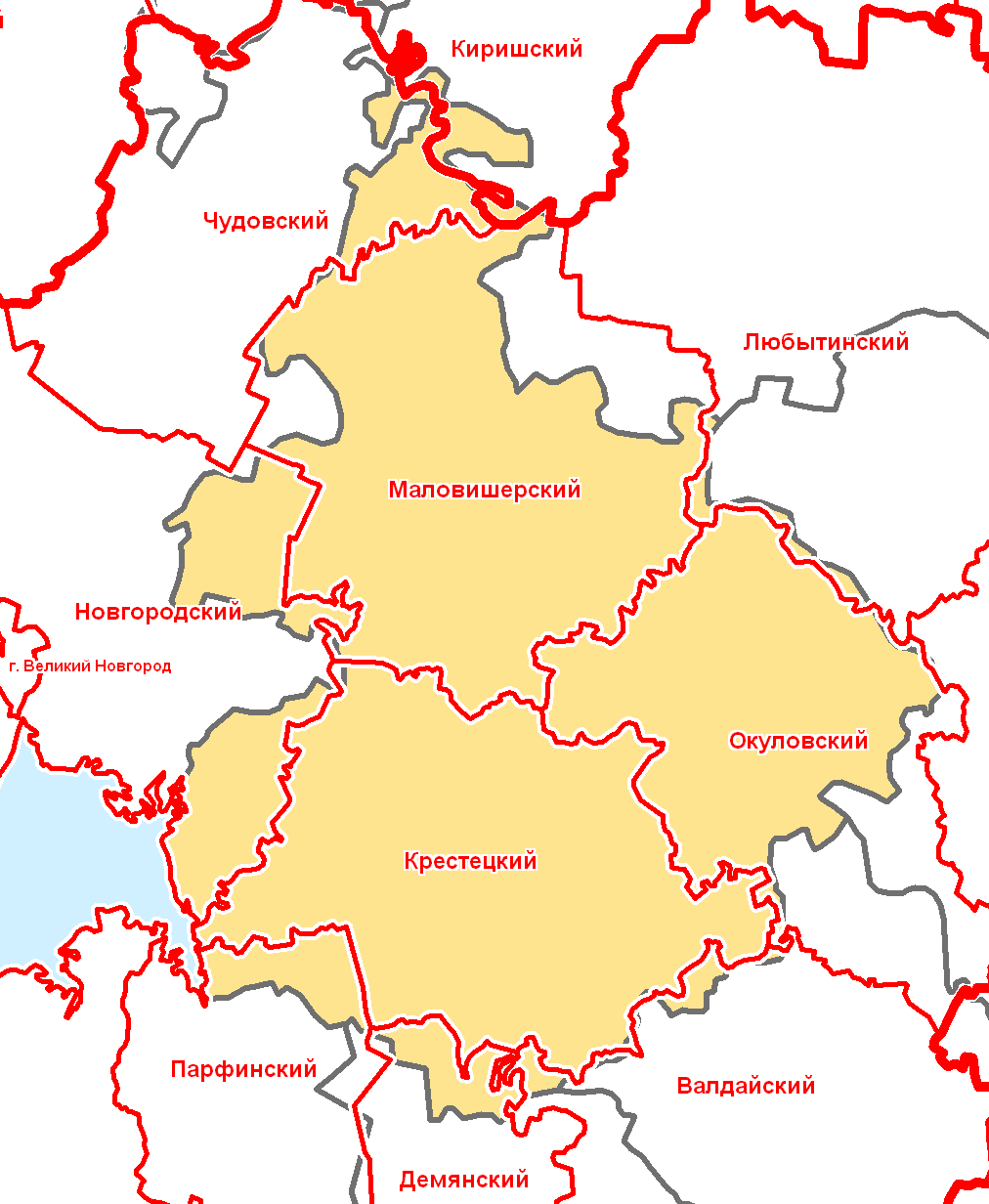
Крестецкий уезд в современной сетке районов

В 1890 году в состав уезда входило 15 волостей
| № п/п | Волость               | Волостное правление | Число селений | Население |
| ----- | --------------------- | ------------------- | ------------- | --------- |
| 1     | Зайцевская            | с. Зайцево          | 20            | 3638      |
| 2     | Заозёрская            | д. Заозерье         | 61            | 8317      |
| 3     | Заручевская           | д. Заручевье        | 34            | 2973      |
| 4     | Каёвская              | д. Каёво            | 53            | 6212      |
| 5     | Карпиногоская         | д. Бурга            | 48            | 6890      |
| 6     | Китовская             | с. Локотско         | 60            | 6435      |
| 7     | Красностанская        | с. Красные Станки   | 34            | 4359      |
| 8     | Крестецкая            | сл. Крестецкая      | 27            | 4838      |
| 9     | Лажинская             | с. Лажины           | 58            | 4882      |
| 10    | Межниковская          | д. Межник           | 38            | 5247      |
| 11    | Папоротско-Островская | с. Александровка    | 26            | 4496      |
| 12    | Пожарская             | д. Пожарьё          | 81            | 5604      |
| 13    | Рахинская             | с. Старое Рахино    | 37            | 4896      |
| 14    | Тимофеевская          | д. Борок            | 45            | 3769      |
| 15    | Усть-Волменская       | ус. Матвеевщина     | 55            | 6368      |

В 1913 году в состав уезда также входило 15 волостей.
- Заозёрская волость (Березник, Берёзовик, Боево, Борок Перетенский, Борок Полищский, Боротно, Василево, Великуша, Верешино, Выдрино, Глазово, Глядки, Горбачево, Горушка, Демихово, Дорищи, Дручно, Забродье, Завод, Заозерье, Запутье, Коржава, Корытница, Кузнечевичи, Мануйлово, Мосино, Нездрино, Ново-Давыдовщина, Обречье, Окуловка, Опечек, Парахино, Перестово, Пестово, Подберезье, Поддубье, Рашутино, Старое, Малые Теребляны, Теребляны, Теребуново, Федорково, Филино, Хорино Большое, Юрьево).
- Заручевская волость (Божеводово, Большие Михневичи, Большой Заполек, Бор, Веретье, Большой Борок, Волма, Вялое Веретье, Давыдовичи, Осиновец, Карпово, Лешино, Лопусково, М. Заполек, Подспорье, Поджарье, Чернецко, Подлужье, Брахово, Сухлово, Дубки).
- Зайцевская волость (Вины, Глухово, Горка, Добрости, Заднево, Княжий Бор, Кунино, Озерки, Хотоля).
- Каёвская волость (Большие Концы, Большой Крест, Буянцево, Верховик, Висленев Остров, Горбово, Данилово, Каёво, Казань, Коржава, Мельница, Мошенка, Островенок, Песчанка, Сутоки, Сухово, Тальцево, Токарево, Шенова Балка, Язовщи).
- Карпиногоская волость (Б. Лановщна, Б. Влички, Борок, Бор, Красное, Кривое Колено, Кузьминка, Лука Федоровка, Малое Пехово, Нижние Тиккули, Новое Захолотье, Парни, Перемыт, Б. Пехово, Сурики (Дмитриева гора), Тесна, Уезжа, Хубка).
- Китовская волость (Буйлово, Вильи Горы, Витебско, Давыдовщина, Еванчи, Еванково, Колокшино, Косой Бор, Краснуха, Ламерье, Мельница, Малычно, Нароново, Нестеровичи, Оренец, Павлинково, Рыхлово, Самлово, Старково, Таложенка, Тарбаево, Теребени, Усторонье, Федосовичи, Хирики, Чавницы, Шеньково, Шлино).
- Красностанская волость (Баложи, Большие Поляны, Боровичи, Бор, Веретье, Войцы, Войцы, Всячино, Гостцы, Дорожно, Замленье, Заполье, Красные Станки, Льзень, Осмоево, Тарасово, Чавницы).
- Крестецкая волость (Березка, Вязовье, Дубровка, Жихарево, Лутовна, Мошня, Недута, Пристани, Стуковье, Тыченка, Часыня, Яблоня).
- Лажинская волость (Б. Тисва, Гверсянка, Кушеверы, М. Мерлюгино).
- Межниковская волость (Борок, Бор, Брагин Остров, Беглово, Веретье, Горка, Горка, Гряды, Иванско, Иглинка, Крутик, Луг, Межник, Муратово, Новая, Новинка, Озерня, Окзово, Прохоново, Пустая Вишерка, Раменье, Рахмыжа, Устье, Фальково, Юрышево.).
- Папоротско-Островская волость (Вишера, Горнецко, Городищи, Завод, Задорье, Иванково, Климково, Красноборье, Манкошево,  Марково, Мытно, Некрасово, Папоротский Остров (Александровское), Подборовье, Поддубье,  Посад, Пруды, Радоча,  Рушиново, Чубуковицы, Юрятино).
- Пожарская волость (Брюховщина, В. Островцы, Воронково, Вязовка, Голышино, Дубовицы, Дубровка, Елемка, Замостье, Запуковье, Заречье, Кленово, Комель, Концы, Лескуново, Нижние Островцы, Новая, Ольховка, Оксочи, Окулово, Опути, Перелесок, Пестово, Подгорье, Пожарье, Старина, Торбино, Узи, Шемякино, Льзи, Городищи).
- Рахинская волость (Бучуги, Диговощи, Долгий Бор, Зелёный Бор, Кстечки, Лисово, Литвиново, Лонна, Нов. Болотница, Новое Рахино, Переезд, Ракушино, Рогвино, Сидельниково, Сиротины, Сомёнка, Старое Рахино, Углы, Ямница, Ярково).
- Тимофеевская волость (Александровка (имение В. Н. Сиротинина), Борок, Боюрово, Брахово (усадьба генерала И. П. Павлова), Брус, Будки, Вашки, Веборское, Вележино, Волково (усадьба Грановской), Глупая Гора, Глупая Горка, Долина, Дубки, Дубняги, Дубровка, Елково, Жабницы, Жарилово, Жары, Залесье, Заречье Глупогорское, Заречье Ручьевское, Зорька (усадьба Ек. О. Симановской), Исаково, Каменка, Комарово, Копоса, Малое Заозерье, Настаскино, Осиновец, Подлипье, Подлужье, Санталово, Федосково, Хмелевичи).
- Усть-Волменская волость (Борок, Барашиха, Великая Нива, Виниха, Вороново, Веретенка, Горка, Далево, Девкино, Дубки, Ересино, Жерновка, Забродье, Заволочье, Захоловье, Кленино, Княженицы, Курино, Курово I, Курово II, Лопотень, Локоток, Любцы, Марьино, Матвеевщина, Новое Заберенье, Новое Рыдино, Перелесок, Плосково, Плутицы, Поводье, Подсека, Прышкино, Сергеево, Серегижь, Сивера, Снетцы, Сосницы, Старое Заберенье, Старое Замотаево, Теребушево, Точинка, Частова).

## Известные жители, уроженцы
- Павел Константинович Гераков (1842 — 1914) — член Санкт-Петербургской судебной палаты, сенатор, жил и скончался в родовом имении «Забереньи».
- Рудольф Иванович Янус (1903—1966) — советский физик, основатель уральской школы магнитологов.

## Уездные предводители дворянства[4]
| Ф,И,О                                        | Должность                        | Года      |
| -------------------------------------------- | -------------------------------- | --------- |
| Мякинин Диомид Иванович                      | Конной гвардии поручик           | 1776-1779 |
| Козлянинов Пётр Иванович                     | Надворный советник               | 1779-1783 |
| Мякинин Диомид Иванович                      | Лейб-гвардии поручик             | 1783-1789 |
| Долгово-Сабуров Феоктист Афанасьевич         | Надворный советник               | 1789-1795 |
| Козлянинов Пётр Иванович                     | Коллежский советник              | 1795-1797 |
| Крестецкий уезд (1797-1803) не сосуществовал |                                  |           |
| Ханыков Пётр Васильевич                      | Штабс-капитан                    | 1804-1808 |
| Бачманов Евграф Никифорович                  | Надворный советник               | 1808-1810 |
| Аничков Дмитрий Васильевич                   | Титулярный советник              | 1810-1815 |
| Небаров Андрей Семёнович                     | Капитан 2 ранга                  | 1815-1818 |
| Ухтомский Иван Михайлович (князь)            | Действительный статский советник | 1818-1821 |
| Небаров Андрей Семёнович                     | Капитан 2 ранга                  | 1821-1824 |
| Завалишин Александр Афанасьевич              | Капитан-лейтенант                | 1824-1825 |
| Мартьянов Аркадий Михайлович                 | Капитан флота                    | 1825-1827 |
| Небаров Андрей Семёнович                     | Капитан 2 ранга                  | 1827-1830 |
| Ухтомский Андрей Иванович (князь)            | Инженер-поручик                  | 1830-1833 |
| Козлянинов Николай Петрович                  | Штабс-ротмистр                   | 1833-1839 |
| Мусин-Пушкин Николай Фёдорович               | Инженер-капитан                  | 1839-1842 |
| Гордеев Дмитрий Афанасьевич                  | Подпоручик                       | 1842-1845 |
| Титов Дмитрий Семёнович                      | Штабс-капитан                    | 1845-1848 |
| Голицын Павел Васильевич (князь)             | Титулярный советник              | 1848-1851 |
| Зиновьев Пётр Васильевич                     | Коллежский секретарь             | 1851-1857 |
| Зиновьев Ардалион Александрович              | Капитан 2 ранга                  | 1857-1863 |
| Татищев Александр Александрович              | Полковник                        | 1863-1873 |
| Завалишин Дмитрий Иосифович                  | Поручик                          | 1873-1875 |
| Зиновьев Ардалион Александрович              | Статский советник                | 1875-1880 |
| Розенберг Василий Петрович (барон)           | Штабс капитан                    | 1880-1902 |
| Железнов Василий Николаевич                  | Статский советник                | 1902-1908 |
| Зиновьев Николай Ардалионович                | Статский советник                | 1908      |